# Каллиев мир
Ка́ллиев мир — мирный договор между афинянами и персами, завершивший греко-персидские войны. Предположительно, заключён в 449 году до н. э.

## Античные источники
В античных источниках существуют разночтения относительно времени заключения мирного договора, положившего конец длительной войне между греками и персами. Согласно Платону мир был заключён после битвы при Эвримедонте (между 469 и 466 годах до н. э.) и перед малой Пелопоннесской войной. Того же мнения придерживается Плутарх. В то же время Геродот, Ликург и Диодор относят его ко времени после битвы при Саламине на Кипре (450 до н. э.). Демосфен и Исократ упоминают мирный договор и описывают его условия, не уточняя времени его заключения.
При этом в античных источниках, кроме времени заключения мира имеется другое несоответствие. Согласно Плутарху, руководителя дипломатической миссии Каллия наградили: «Говорят даже, что по случаю этого события афиняне воздвигли алтарь Мира и оказывали особые почести Каллию, участвовавшему в посольстве к царю», а согласно Демосфену, Каллия судили, хотели приговорить к смертной казни, но в конечном итоге наложили на него штраф в 50 талантов — громадную по тем временам сумму.

## Современные оценки
Каллиев мир явился договором, который ознаменовал завершение продолжительного конфликта между греками и персами. Мир был заключён на равноправных условиях, а не с позиции силы. Как указывает В. М. Строгецкий, «проблема Каллиева мира — одна из наиболее остро дискуссионных в пентеконтаэтии», и «это объясняется тем, что учёные спорят не столько о датировке и условиях договора, сколько об аутентичности его в целом».
Дискуссия об аутентичности Каллиева мира началась ещё в XIX веке. Ряд учёных соглашались с античными источниками относительно историчности Каллиева мира; другие же придерживались противоположного мнения. Они доказывали, что Каллиев мир является афинской фальсификацией, а его запись на стеле появилась в IV веке до н. э. с целью противопоставить «прославленный» Каллиев мир «позорному» Анталкидову миру. Дж. Уолш стал первым современным историком, который доказывал, что Каллиев мир был заключён в 460-е годы до н. э., непосредственно после битвы при Эвримедонте.
После появления работ Э. Бэдиана дискуссия относительно существования и времени заключения Каллиевого мира перешла в новое русло. Было предложено неординарное решение, что между Афинами и Персией существовало несколько мирных соглашений, которые и оформили Каллиев мир. С этим мнением соглашаются российские антиковеды Строгецкий и Суриков.
После сокрушительного поражения персов при Эвримедонте Ксеркс I решил пойти на прекращение военных действий и согласился на переговоры. К царю было отправлено посольство во главе с Каллием. Детали заключённого тогда мирного договора неизвестны, но не приходится сомневаться в том, что он был выгодным для Афин. Промежуток времени между битвой при Эвримедонте (469 или 466 год до н. э.) и египетской экспедицией афинян (459—454 годы до н. э.), составлявший не менее 10 лет, характеризовался отсутствием военных действий между персами и греками. Как раз в это время между спартанцами и афинянами (бывшими союзниками по антиперсидской коалиции) разгорелся военный конфликт — малая Пелопоннесская война.
После неудачных египетской экспедиции, военного похода на Кипр, гибели Кимона военные действия становились бесперспективными как для Афинского морского союза, так и для Персидской державы. Обе стороны осознавали, что находятся в положении цугцванга, потому и решено было заключить мир. Главой делегации афинян, прибывшей в 449 году до н. э. в Сузы к Артаксерксу I, вновь был назначен Каллий, сын Гиппоника. По имени главы делегации и сам договор получил название «Каллиев мир».
Такой подход позволяет объяснить ряд несоответствий — различные условия в разных источниках, реакция афинян на заключённый договор (суд и наложенный на Каллия штраф, согласно Демосфену, и великие почести, согласно Плутарху).
С. Я. Лурье даёт иную интерпретацию инициативы со стороны Афин заключения данного мирного договора. Афинам было необходимо, для получения больших выгод, заключение мира с персами на фоне борьбы со Спартой. Однако глава олигархической партии Фукидид из Алопеки рассматривал этот мир как измену греческому миру, что с его стороны было выпадом против Перикла, который стоял на обратном. И в итоге политика Перикла была одобрена. А Каллия же обвинили в получении взятки от персов, и ему грозила смертная казнь, но он чудом спасся, уплатив 50 талантов штрафа.

## Ход событий
После смерти Кимона партия во главе с Периклом получила поддержку в Афинах с целью заключения перемирия с персами. В Сузы было направлено посольство во главе с Каллием (богачом и отцом первой жены самого Перикла) со стороны Афин, а также были отправлены делегаты со стороны Аргоса. Отношения Аргоса и Афин в этот период можно охарактеризовать как дружественный нейтралитет. Персы были тоже заинтересованы в перемирии с греками, поскольку в Персии в это время было поднято восстание против Артаксеркса сатрапом Мегабизом в Сирии и в Египте.

## Условия мирного договора
Главным условием мирного договора было разграничение персидской и афинской сфер влияния. На юге граница прошла в районе юго-западного побережья Малой Азии, на севере — у входа в Чёрное море. Таким образом, персидский царь обязывался не вводить свой флот в Эгейское море. Сухопутная граница в Малой Азии проходила на расстоянии приблизительно 75—90 км от моря (один дневной путь конного всадника). Мирный договор также предусматривал официальное признание империей Ахеменидов независимости ионийских греческих городов на малоазийском побережье Эгейского моря, а фактически — их подчинение Афинам. С афинской стороны договор содержал обязательство не вторгаться больше на территории, которые вошли в зону контроля Персии, и не пытаться расширить сферу своего влияния на восток далее установленных границ. Данный мирный договор оказался весьма прочным. В связи с этим договор 449 года до н. э. традиционно считается завершением греко-персидских войн.
Но тот же Лурье даёт немного другое объяснение условий соглашения персов и греков в 447 году до н. э. По мнению Лурье, именно в этом году был заключён данный мирный договор, который в историографии получил название Каллиева мира. Персы признавали власть афинян в Эгейском море, Афины же больше не вмешивались в дела греков, которые жили под властью персов (например, в Египте или на Кипре). Пролив Геллеспонт был тоже в сфере влияния Афин, персам запрещалось подходить к нему на расстояние дневного пути, но это не говорит о том, что персидские отряды полицейского характера не могли с целью разведки приближаться к этой территории. Важно и то, что Артаксеркс признавал автономию греческих городов Малой Азии, которые входили в Афинский морской союз: им разрешалось организовывать свои внутренние дела, но под верховной властью персов, только часть податей эти города отдавали Афинам, хотя раньше афиняне с малоазийских городов получали больше. Этим объясняется значительное уменьшение фороса с городов Малой Азии. Но вот с городов Геллеспонта количество фороса не уменьшилось, поскольку это был важный хлебный регион, и Афины не потерпели бы здесь дани персам. Необходимо понять, что малоазийские города по Каллиеву миру не получили независимости, они по-прежнему оставались под властью династии Ахеменидов, только теперь условия их существования стали более либеральными. Это видно и по дальнейшим событиям: Афины и Персия на долгое время установили добрососедские отношения. Хотя, конечно, Афины и получили больше выгод: им удалось закрепить торговые отношения с Северным Причерноморьем, Фракией и Македонией в безопасном теперь для них Эгейском море. Торговля шла и с самой Персией. Это дало Афинам возможность улучшить своё финансовое положение и ресурсы для ведения военных действий, только теперь в другом направлении.